# Racca Rovers
Racca Rovers FC a fost un club de fotbal din Nigeria, care își avea activitatea în orașul Kano.